# 기질 (심리학)
기질(氣質, disposition)은 어떤 사람의 타고난 성질이다. 심리학에서 기질은 '자극에 대한 민감성이나 특정한 유형의 정서적 반응을 보여 주는 개인의 성격적 소질'이라고 표현해 볼 수 있다.

## 정서
기질은 정서와 성격을 형성하는데 주요한 영향을 미치는것으로 알려져있다. 여러 심리학자들이 기질이 선천적임에도 불구하고 정서와 성격이 아동기와 청소년기를 지나 성인이후에도 지속적으로 발달하고 변화한다는데 중요한 의미가 있다는것을 보고하고있다. 이러한 맥락에서 자아의 정체감 형성 또한 지속적으로 변화의 과정을 격는것으로 보고하고있다.

## 같이 보기
- 감정